# Serica ribbei
Serica ribbei är en skalbaggsart som beskrevs av Ahrens 1999. Serica ribbei ingår i släktet Serica och familjen Melolonthidae. Inga underarter finns listade i Catalogue of Life.